# Gonzalez (Flórida)
Gonzalez é uma Região censo-designada localizada no estado americano de Flórida, no Condado de Escambia.

## Demografia
Segundo o censo americano de 2000, a sua população era de 11.365 habitantes.

## Geografia
De acordo com o United States Census Bureau tem uma área de
39,7 km², dos quais 39,6 km² cobertos por terra e 0,1 km² cobertos por água.

## Localidades na vizinhança
O diagrama seguinte representa as localidades num raio de 16 km ao redor de Gonzalez.